# Klinisk Immunologi
|  | Sammenskrivningsforslag Artiklen Klinisk Immunologi er foreslået føjet ind i Immunologi. (Siden juni 2025) Diskutér forslaget |

Immunologi er et medicinsk speciale og en gren af biomedicin, der beskæftiger sig med immunsystemet og dets rolle i infektionssygdomme, autoimmune sygdomme, allergi, kræft og transplantation. Specialet omfatter både forståelsen af kroppens forsvarsmekanismer samt diagnostik og behandling af sygdomme relateret til immunologisk dysfunktion.
Speciallæger i immunologi arbejder ofte med blodbank, vævstypebestemmelse, antistof-screening og immunterapi, og de spiller en væsentlig rolle i forbindelse med organtransplantation og behandling af immundefekter.